# Lipoproteína de baja densidad
La mayor parte del colesterol se transporta en la sangre junto a proteínas, formando unas partículas conocidas como lipoproteínas, ello se debe a que los lípidos son hidrófobos e  insolubles en la sangre, por lo que solo pueden ser transportados dentro de las lipoproteínas. Las lipoproteínas son partículas de gran complejidad que están formadas por moléculas de proteínas y lípidos y tienen forma esférica.  En el centro de las lipoproteínas se sitúan los lípidos menos
solubles en agua, entre ellos triglicéridos y ésteres de colesterol, en la superficie de las lipoproteínas se sitúan los fosfolípidos y las proteínas.
Las lipoproteína de baja densidad también llamadas LDL (Low-Density Lipoprotein) son uno de los cinco grupos de lipoproteínas que transportan las moléculas de grasa entre los diferentes órganos. Las LDL distribuyen colesterol a los tejidos que lo necesitan, sobre todo para la reposición de las membranas celulares o para la síntesis de hormonas esteroideas. Cuando la célula necesita colesterol para la síntesis de membrana, produce proteínas receptoras de LDL y las inserta en su membrana plasmática. Los ésteres de colesterol son   captados de esta forma y pasa a los lisosomas donde se hidrolizan dando lugar a colesterol libre que de esta forma queda a disposición de la célula para la biosíntesis de las membranas. Si se acumula demasiado colesterol libre en la célula, esta detiene tanto la síntesis de colesterol como la síntesis de proteínas receptoras de LDL, con lo que la célula produce y absorbe menos colesterol.

## Composición y tamaño
Las LDL son partículas esféricas de alrededor de 220 Å de diámetro, mucho más pequeñas que las VLDL de las que proceden que tiene un diámetro que oscila entre 600 y 800 Å. La composición de las LDL es la siguiente:
- 22% proteínas (apoB-100).
- 22% fosfolípidos.
- 8% colesterol,
- 42% ésteres de colesterol
- 6% triglicéridos.

## LDL y aterosclerosis

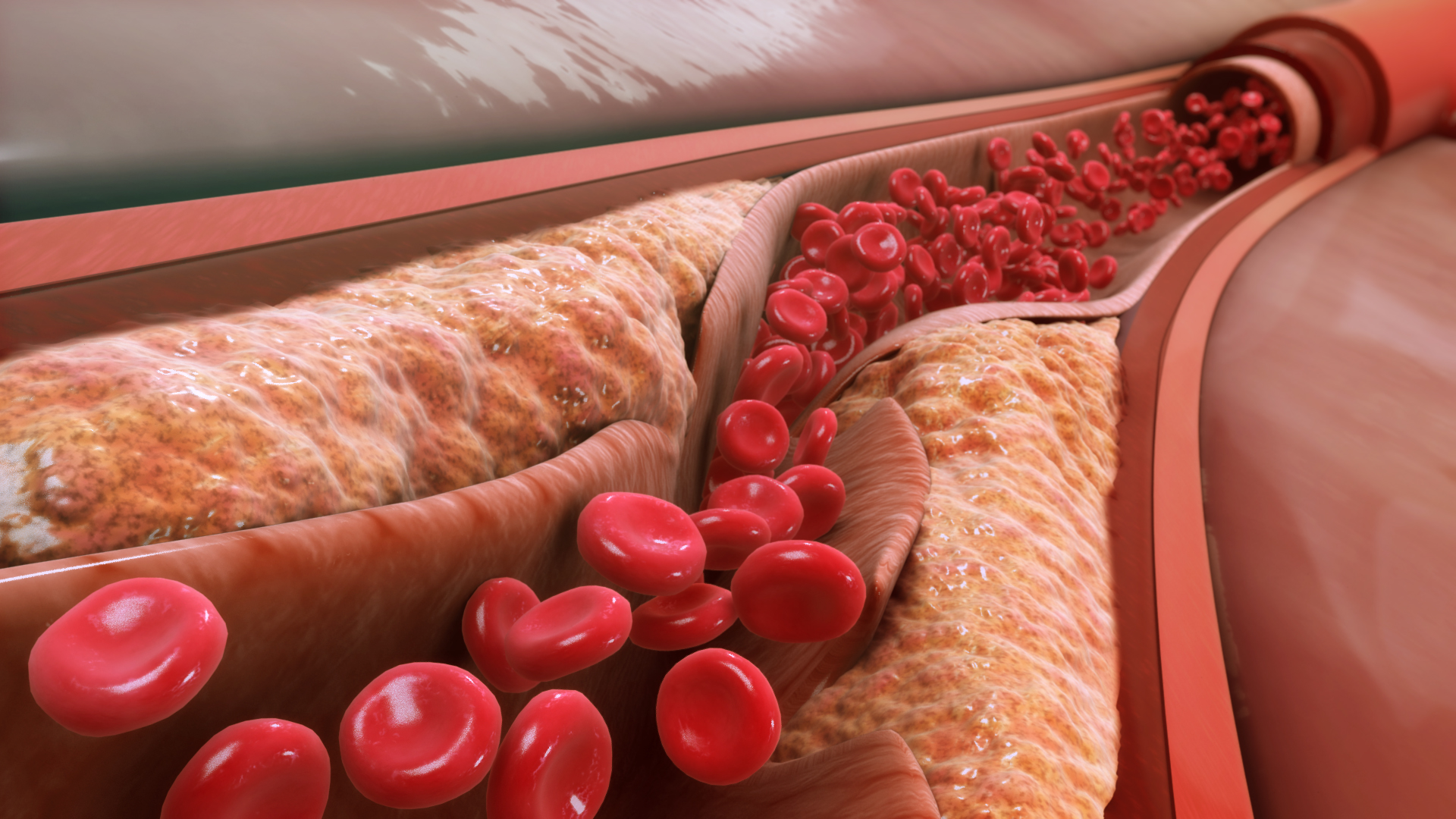
Ateroma. Los niveles elevados de LDL se asocian con la progresión de la aterosclerosis y el bloqueo de la luz arterial.

Niveles elevados de colesterol en la fracción LDL ("colesterol LDL") se asocian fuertemente al desarrollo de enfermedad aterosclerótica. Diversos modelos experimentales y observaciones epidemiológicas sistemáticas apoyan, de hecho, un papel causal del colesterol LDL en la iniciación y progresión de la aterosclerosis.
Existe una clara relación lineal positiva entre la concentración del cLDL y la enfermedad cardiovascular, de tal forma que los niveles más altos de cLDL se asocian a mayor incidencia de enfermedad, sin embargo la relación entre la mortalidad total y las concentraciones de colesterol total y cLDL es mucho menor y menos consistente.
Debe tenerse en mente que este no es el único factor de riesgo asociado a esta enfermedad, y que su manejo médico debe ser planificado sobre la base de la evaluación del riesgo cardiovascular global individual de cada paciente.

## Función
La función más importante que realizan las lipoproteínas de baja densidad es transportar el colesterol hacia las diferentes células del organismo que lo necesitan para diversas funciones, entre ellas la formación de membranas celulares y la síntesis de diferentes hormonas. Cuando las LDL llegan a las células de los tejidos periféricos son detectadas por los receptores de LDL situados en la membrana plasmática a los que se une. Entonces se produce un proceso de endocitosis, de tal forma que la lipoproteína completa penetra en el citoplasma celular en forma de endosoma y es procesada. El contenido proteico se transforma en aminoácidos y el colesterol esteríficado se transforma en colesterol no esterificado. El colesterol no esterificado es tóxico para las células cuando supera determinada concentración y por lo tanto se utiliza para la formación de membranas o se transforma en sustancias hormonales, el remanente es esterificado de nuevo por acción de la  acil coenzima A:colesterol aciltransferasa (ACAT), de esta forma puede ser guardado dentro de la célula como reservorio celular de colesterol.

## Valores de colesterol LDL
Los valores más aceptados internacionalmente de colesterol LDL son los definidos por la American Heart Association (Sociedad Estadounidense del Corazón) (AHA):
- menos de 100 mg/dL : Nivel óptimo de colesterol LDL, correspondiente a un nivel reducido de riesgo para cardiopatía isquémica.
- 100 a 129 mg/dL : Nivel de LDL próximo al óptimo
- 130 a 159 mg/dL : Nivel intermedio de LDL
- 160 a 189 mg/dL : Alto nivel de LDL
- 190 mg/dL y superiores : Nivel muy elevado, riesgo incrementado de cardiopatía isquémica.

Sin embargo, los niveles óptimos de colesterol LDL deben determinarse después de un análisis exhaustivo de los factores de riesgo de cada paciente, análisis que debe llevar a cabo un médico.
Las recomendaciones médicas más recientes establecen unos valores 
recomendados de lipoproteínas de baja densidad en sangre, dependiendo de la situación de riesgo de la persona. A las personas con riesgo cardiovascular alto se les recomienda unos valores más bajos que a aquellas personas con un riesgo cardiovascular bajo. Los objetivos terapéuticos de colesterol LDL establecidos  en función del riesgo cardiovascular son los 
siguientes:
- Riesgo bajo. Se recomienda menos de 116 mg/dl.
- Riesgo moderado. Se recomienda menos de 100 mg/dl.
- Riesgo elevado. Se recomienda menos de 70 mg/dl con una reducción de al menos el 50 % respecto al valor basal.
- Riesgo muy elevado. Se recomienda menos de 55 mg/dl con una reducción de al menos el 50 % respecto al valor basal.[8]

## Patología
La hipercolesterolemia familiar es un trastorno de causa  genética que origina niveles elevados en sangre de lipoproteínas de baja densidad y enfermedad coronaria prematura. Se hereda según un patrón autosómico dominante y afecta aproximadamente a una persona de cada 400. Se produce  sobre todo por mutaciones en el gen que codifica el receptor de las LDL, menos frecuentemente por mutaciones del gen que codifica la apolipoproteína B . Las personas afectadas tienen un nivel de LDL aumentado y están predispuestas a aterosclerosis prematura, y fallecer a edad temprana por infarto de miocardio como consecuencia de alteraciones de las arterias coronarias..